# Cobitis puncticulata
Cobitis puncticulata är en fiskart som beskrevs av Erk'akan, Atalay-ekmekçi och Nalbant, 1998. Cobitis puncticulata ingår i släktet Cobitis och familjen nissögefiskar. IUCN kategoriserar arten globalt som akut hotad. Inga underarter finns listade i Catalogue of Life.